# 张克勤 (1958年)
张克勤（1958年12月—），中国植物病理学家，云南大学副校长，中国科学院院士。
出生于贵州省黔西县，1982年毕业于贵州农学院，1989年获该校硕士学位，1998年获中国农业大学博士学位，之后开始在云南大学工作，现任云南大学生物资源保护与利用国家重点实验室主任和副校长。主要从事植物病原线虫生物防治研究。2021年当选中国科学院院士。